# 日本大百科全書
《日本大百科全書》（日语：／ Nihon Dai Hyakka Zensho: Nipponika）是由日本小學館在1984年所出版的一套百科全書。
首版日本大百科全書於1989年成書。全書共分25冊。日本大百科全書意圖对日本和日本人作出深入的描述。籌備十年之後，超過13萬篇條目和50萬條索引都根據字母編入日本大百科全書，篇幅超過2萬3千頁。於1994年出版的也有26冊，包括了獨立的索引冊和輔助資料冊。然而，日本大百科全書現在已經絕版。

## 小學館與平凡社
小學館創立於1922年，目的為專門為了小學學生出版學習書籍和雜誌。根據它的官方網站，日本百科大事典出版於1962年，是小學館的第一套百科全書。自此，小學館不斷出版不同的百科全書：1965年的《世界原色百科事典》、1967年的《大日本百科事典》（ジャポニカ）、1970年的 和1972年的《萬有百科大事典》。小學館的日本大百科全書成了日本其中一本很重要的百科全書。其它譬如平凡社的《世界大百科事典》。自1914年成立以來，平凡社專注於百科全書。現時的世界大百科事典有三個版本：精装版本、DVD版本和線上版本。

## 主題
日本大百科全書是超過六千位專家所編寫。主題涵蓋社會科學、科學、人文、娛樂、生活品味，強調日本社會氣候及文化。它側重於當地的歷史，有3325條關於日本地名的條目。同時，它也解釋海外各國、文化、歷史和社會，特別是與日本有關係的國家。
條目的篇幅不一。有些只是一段，但有些卻超過兩頁。所有條目都有署名。超過五萬幅清晰而漂亮的插圖讓人更了解條目內容。特別是那些科學及藝術條目包含了圖表、地圖、地球衛星圖片、大事表等等。

## 特色
除了條目外，百科全書還有「合作」的部份，多位來自不同學術領域的權威人物在這裡綜合他們的學術觀點。
動詞條目也是日本大百科全書特色之一。這不曾見於其他的百科全書。它並不是簡單地解釋動詞，而是從文化、社會及科學觀點來描述。例如：「走路」 細說人類與動物如何走路、為何走路，還有關於走路的醫學實驗結果。

## 外部連結
- 小學館 （页面存档备份，存于）
- 平凡社 （页面存档备份，存于）